# Merope angulata
Merope angulata är en vinruteväxtart som först beskrevs av Carl Ludwig von Willdenow, och fick sitt nu gällande namn av Walter Tennyson Swingle. Merope angulata ingår som enda art i släktet Merope och familjen vinruteväxter. Inga underarter finns listade i Catalogue of Life.